# 2014年加利福尼亚州47号提案
47号提案（英語：Proposition 47，專有名詞縮寫），是美國加利福尼亚州在2014年11月4日通过的一次公投，其投票标题为“刑事判决。轻罪处罚。倡议规约。”（Criminal Sentences. Misdemeanor Penalties. Initiative Statute），支持者将其定题为《安全社区和学校法》（The Safe Neighborhoods and Schools Act）。它将一些非暴力犯罪重新归类为轻罪，而不是以前的重罪。

## 效果
该举措的主要作用是将2010年所通過的加利福尼亞州議會2372法案（Assembly Bill 2372，專有名詞縮寫），有關非暴力犯罪定義从重罪改为轻罪，影响的罪行包括入店行窃、伪造支票以及持有毒品等。该举措並要求将举措所节省的人事費用用于“学校的逃学和辍学预防、受害者服务、心理健康和药物滥用治疗，以及其他保障罪犯出狱和入狱的计划”。举措中将涉及950美元以上的犯罪、有暴力或性犯罪记录的犯罪分子列为例外。 举例来说，“伪造”在以前可由检察官在轻罪或重罪指控之间摇摆，而在47号提案通过后，检察官无法指控所涉少于950美元的犯罪为重罪，除非被告有犯罪记录。
该举措不仅影响之后的定罪，还影响被该措施所涵盖已监禁犯罪者的重判罪行。
2015年11月，47号提案的合著者史丹佛大學司法倡导计划撰写的一份报告称，47号案使该州的监狱人数减少13,000人，当年将为该州节省约1.5亿美元。
允许之前的犯罪者呈请重新判决的规定已于2017年11月4日到期，不过州长杰里·布朗已批准一项法案将截止日期延长至2022年11月4日。

## 社論

### 正面影響
支持者包含纽约时报、洛杉磯時報、美國公民自由聯盟（American Civil Liberties Union）、杰斯（Jay-Z）、紐特·金里奇（Newton Leroy Gingrich）等 。
支持者表示，47號提案通過能减少该州监狱人满为患。可以帮助该州更明智地利用其刑事司法和监禁资源。

### 負面影響
支持者包含马克·彼得森、南希·奥马利、加州零售商協會（California Retailers Association）等。
支持者表示，47號提案通過将使社区和学校更不安全。使加州民眾面临如特洛伊木马（Trojan horse）般的重大伤害。會讓持有约会强奸药氟硝西泮（Flunitrazepam，專有名詞縮寫）的吸毒犯罪者被视为轻罪而非重罪处罚，且不能透過监禁方式来强制吸毒犯罪者接受治疗，将使吸毒犯罪者进入治疗程序变得更加困难 。搶奪財物犯罪者瞄準特定價位商品搶奪機率大增，不只造成服務業從業人員暴露於被搶奪財物犯罪者傷害風險之外，店家還得花費更多經費設置防搶設備保護商品。

### 對美國政治人物的影響
一部分聲音認為此法案導致零元購激增，因此引發了針對第49任美國副總統賀錦麗的批評，認為賀錦麗在法案推動過程中扮演要角。而實際上，賀錦麗時任加州州檢察長，在該法案投票期間並沒有對該法案表達任何態度，而且她擔任州檢察長期間，因「打擊犯罪過於嚴厲」遭致批評。

## 对犯罪率的影响
尽管立法分析办公室得出的结论是，该措施将使该州的监狱人口减少“几千名”囚犯，但仍不确定该措施是否会真正使他们摆脱监狱。据估计，该措施每年将影响约40,000起重罪定罪，将其从重罪减为轻罪，占加利福尼亚州每年定罪数量的约五分之一。加利福尼亚州惩教及更生厅估计，根据该措施，约有4,800名州囚犯有资格申请重判。
多位评论员将47号提案与两年前在加利福尼亚州通过的三振出局法进行了对比。在该倡议获得通过前，政治学教授萨德·库瑟（Thad Kousser）表示，如果该倡议获得通过，它将“正式结束加利福尼亚的严打犯罪时代”。
2015年，《洛杉矶时报》报道说：“执法人员和其他人士指责47号提案允许屡犯……继续犯罪几乎没有后果。”同年，旧金山地方检察官喬治·加斯孔（GeorgeGascón）的发言人说，该法律“使吸毒者更容易逃避强制治疗程序”。洛杉矶市长埃里克·加塞蒂同时建议，该法案可以解释为什么他的城市的犯罪率从降低转为增加。在2015年《华盛顿邮报》的一个故事中，聖地牙哥的警察局长雪莉·齐默曼（Shelley Zimmerman）将47号提案描述为“一个虚拟的出狱卡”，她和其他警察局长也对利用47号提案作案的罪犯常客现象增多表示关切。例如，称一名罪犯将计算器带到商店，以避免偷走价值超过950美元的商品。作为回应，美国公民自由联盟发表了一份报告，称将47号提案与犯罪联系起来的人“做出了不负责任且不准确的陈述”。
斯坦福大学司法倡导项目主任，47号提案的合著者迈克尔·罗曼诺（Michael Romano）在2015年11月表示，关于47号提案，“从长远来看，这种资源的重新分配应显著改善公共安全”。罗曼诺发表了一项研究来支持他的结论。
少年和刑事司法中心在2016年3月的一份报告中给出结论，要确定47号提案是否对加利福尼亚州的犯罪率产生了影响，还为时过早。
加州公共政策研究所在2018年6月进行的一项研究发现，证据表明47号提案可能助长了盗窃和砸车盗窃案。但2018年的另一项研究则认为，47号提案不是近期犯罪活动提升的一个推动力。
在2019年，有组织的零售店窃案趋于增加；警方将其归因于47号提案。加州审计署同樣持此觀點。

## 關聯條目
- 2000年加利福尼亚州36号提案
- 2004年加利福尼亚州66号提案
- 2016年加利福尼亚州57号提案
- 2020年加利福尼亞州20號提案
- 2024年加利福尼亞州36號提案